# جزیره دلما
جزیره دلما یک جزیره اماراتی در خلیج فارس است که در ۴۲ کیلومتری ساحل امارت ابوظبی و ۱۱۶ کیلومتری دوحه واقع شده‌است.
این جزیره حدود ۴٬۸۱۱ سکنه دارد که بیشتر آنان از اهالی قطر هستند که تابعیت امارات متحده عربی را پذیرفته‌اند. جزیره دلما دارای مزرعه‌های اختصاصی متعلق به خاندان حاکم ابوظبی است و زاید بن سلطان آل نهیان یک کاخ اختصاصی در آن داشت.
جزیره دلما از طریق فرودگاه دلما که در این جزیره قرار دارد و کشتی‌رانی با خاک اصلی امارات پیوند دارد.